# Willy Kraeuter
Willy Kraeuter (* 23. November 1876 in Ortelsburg, Kreis Ortelsburg; † 25. Januar 1952 in Lübeck) war ein deutscher Jurist und Politiker.
Nach dem Besuch des Gymnasiums in Danzig studierte Kraeuter Rechtswissenschaften an der Universität zu Berlin, an der Universität München und an der Universität Greifswald und wurde zum Dr. jur. promoviert. Er ließ sich als Rechtsanwalt und Notar in der Stadt Schneidemühl in der Provinz Westpreußen nieder. In Schneidemühl wirkte er auch als unbesoldeter Stadtrat und als Vorsitzender des Schlichtungsausschusses.
Kraeuter gehörte dem Provinziallandtag der Grenzmark Posen-Westpreußen an. Der Provinziallandtag wählte ihn für die Zeit von Mai 1921 bis Januar 1930 als stellvertretendes Mitglied in den Preußischen Staatsrat. Im Staatsrat gehörte er der Fraktion der Preußischen Arbeitsgemeinschaft im Staatsrat an.
Er starb als Rechtsanwalt und Notar in Lübeck und wurde am 29. Januar 1952 auf dem Burgtorfriedhof beigesetzt.